# Ottavia Piccolo

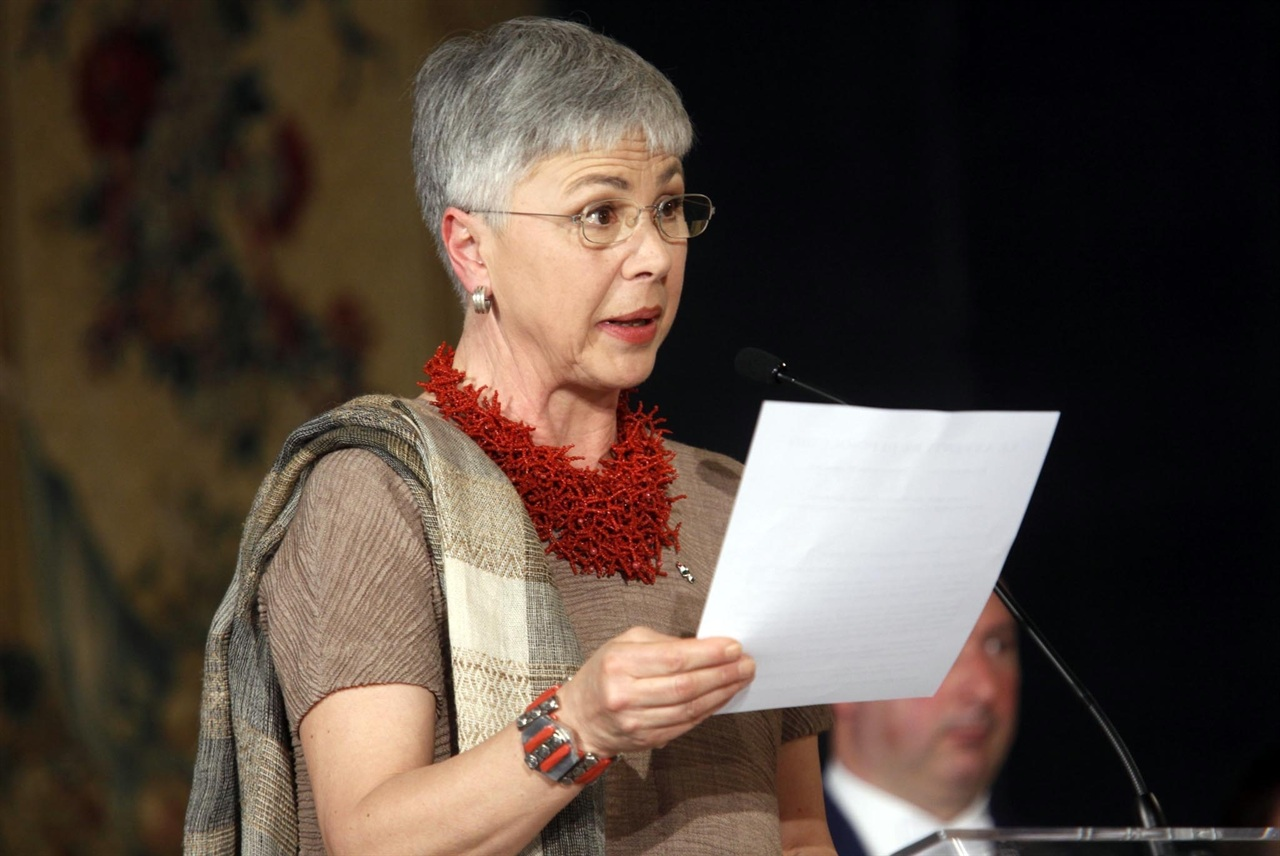
Ottavia Piccolo în 2011

 Ottavia Piccolo (n. 9 octombrie 1949, Bozen, Italia)  este o actriță de film, televiziune și de teatru italiană. A apărut în 45 de filme din 1962. În 1970, a primit premiul pentru Cea mai bună actriță la Festivalul de Film de la Cannes pentru activitatea sa în filmul Metello.
O altă apariție proeminentă a fost în Ghepardul, de Luchino Visconti (1963).

## Biografie
Născută la Bolzano în 1949, a început să joace pe scenă de foarte tânără, la 11 ani a fost Helen Keller, protagonista din piesa Anna dei miracoli de dramaturgul canadian William Gibson, interpretarea ei fiind o surpriză pentru spectatori. Își aprofundează pregătirea artistică apărând la televizor în Nopți albe, după povestirea lui Dostoevski. Debutul în film este de asemenea important, jucând rolul uneia dintre fiicele Prințului de Salina din Ghepardul de Luchino Visconti (1963).
În 1964 l-a cunoscut pe regizorul de teatru Giorgio Strehler, care a distribuit-o în Gâlcevile din Chioggia și mai târziu în Regele Lear al lui Shakespeare. Alți profesori ai săi vor fi pentru teatru, actorul și regizorul Luca Ronconi iar pentru cinema, regizorul și scenaristul Mauro Bolognini (Madamigella di Maupin). În Metello (1970, regia Bolognini), subiectul preluat din cartea lui Vasco Pratolini, performanța ei a fost de așa natură încât a câștigat Premiul de interpretare feminină la Festivalul de Film de la Cannes din 1970, Nastro d'argento pentru cea mai bună actriță, un David Speciale la David di Donatello 1970 și un Glob de Aur pentru cea mai bună actriță revelație.
Acest succes va asigura ca actrița să fie „adoptată” de cinematograful francez, fiind distribuită în filmele lui Claude Sautet și Pierre Granier-Deferre. În 1968, joacă rolul principal feminin în Serafino, de Pietro Germi, alături de Adriano Celentano. În anul următor a jucat un rol secundar în comedia Una su 13, cu Vittorio Gassman, Sharon Tate, Orson Welles și Vittorio De Sica.
În 1970 a înregistrat un single cu Rodolfo Baldini, cu care a fost parteneră în acel moment (după un flirt cu Massimo Ranieri)
De la mijlocul anilor șaptezeci se va concentra în principal pe teatrul lui Shakespeare, Pirandello, Alfieri și Hofmannsthal, dar va fi mai bine cunoscută publicului larg pentru apariția sa în numeroase drame de televiziune, preluate în special din texte clasice ale literaturii mondiale, printre altele, Moara de pe Po (Il mulino del Po) în regia lui Sandro Bolchi și Mănăstirea din Parma (La Certosa di Parma), în regia lui Bolognini.
Din a doua jumătate a anilor 1970 a urmat o bogată activitate în televiziune, dublări de voce pentru filme TV, conducerea propriilor emisiuni TV (Visto da...) sau emisiunea radiodifuzată Musica, musica, musica parole di..., ocazional jucând și în filme sau seriale TV.
În 2004 a jucat rolul unei psihoanaliste în O cunoști pe Claudia? în regia lui Massimo Venier, cu trioul comic Aldo, Giovanni și Giacomo.
În 2014 a fost numită membru al corpului didactic al Università Ca' Foscari Venezia de către rectorul Carlo Carraro din Veneția.
Ottavia Piccolo a lucrat ocazional și ca actriță vocală: de exemplu, a dublat vocea lui Carrie Fisher în rolul Leilei Organa în filmele din saga Războiul Stelelor.

## Filmografie selectivă
- 1963 Ghepardul (Il Gattopardo), regia Luchino Visconti
- 1965 Madamigella di Maupin, regia Mauro Bolognini
- 1966 L'estate, regia Paolo Spinola
- 1968 Faustina, regia Luigi Magni
- 1968 Serafino, regia Pietro Germi
- 1969 Una su 13, regia Nicolas Gessner
- 1970 Metello, regia Mauro Bolognini
- 1971 Bubù, regia Mauro Bolognini
- 1971 Un'anguilla da 300 milioni, regia Salvatore Samperi
- 1971 Solo andata (Un aller simple), regia José Giovanni
- 1971 Văduva Couderc (La Veuve Couderc), regia Pierre Granier-Deferre
- 1971 Trastevere, regia Fausto Tozzi
- 1972 La cosa buffa, regia Aldo Lado
- 1972 Uccidere in silenzio, regia Giuseppe Rolando
- 1973 Colinot l'alzasottane (L'histoire très bonne et très joyeuse de Colinot Trousse-Chemise), regia Nina Companeez
- 1974 Antonie et Sebastien, regia Jean-Marie Perier
- 1975 Zorro, regia Duccio Tessari
- 1976 Mado, regia Claude Sautet
- 1987 Familia (La famiglia), regia Ettore Scola
- 1987 Da grande, regia Franco Amurri
- 1988 Sposi, regia Antonio Avati, Pupi Avati, Cesare Bastelli, Felice Farina și Luciano Manuzzi
- 1990 Nel giardino delle rose, regia Luciano Martino
- 1991 Condominio, regia Felice Farina
- 1991 Barocco, regia Claudio Sestieri
- 1992 Angeli a Sud, regia Massimo Scaglione
- 1993 Il lungo silenzio, regia Margarethe von Trotta
- 1995 Bidoni, regia Felice Farina
- 1996 Marciando nel buio, regia Massimo Spano
- 2004 Tu la conosci Claudia?, regia Massimo Venier
- 2016 7 minuti, regia Michele Placido

## Premii și nominalizări
David di Donatello
- 1970 - David speciale pentru filmul Metello
- 1995 - nominalizare la David di Donatello pentru cea mai bună actriță (rol secundar)” pentru filmul Bidoni

Nastro d'argento
- 1971 - Cea mai bună actriță pentru filmul Metello
- 1987 - Cea mai bună actriță în rol secundar pentru filmul Familia

Globul de Aur
- 1970 - Cea mai bună actriță revelație pentru filmul Metello

Festivalul de Film de la Cannes
- 1970 - Premiul de interpretare feminină pentru filmul Metello

Ciak d'oro
- 1987 - Cea mai bună actriță în rol secundar pentru filmul Familia[8]